# Matt Jorgensen
Matt Jorgensen (* 13. Oktober 1972) ist ein US-amerikanischer Jazz-Schlagzeuger, Komponist, Bandleader und Arrangeur. Er ist Mitglied der Jazzszene von Seattle.

## Wirken
Jorgensen legte das Fundament für seine musikalische Karriere als Student am Shoreline Community College (1990–1992), bevor er an der New School for Jazz and Contemporary Music in New York City studierte. 2018 erhielt er von der University of Chichester seinen Master in professioneller Medienkomposition.
Bis 2002 lebte Jorgensen in New York City. Er arbeitete mit seinen Formationen Matt und +451, letztere mit dem Saxophonisten Mark Taylor, Ryan Burns (Fender Rhodes) und Phil Sparks (Bass). Mit der vor allem im Nordwesten der USA aktiven +451, die 2003 als beste Acoustic Jazz Group vom Earshot Jazz Magazine ausgezeichnet wurde, legte er fünf Alben bei Origin Records vor. Außerdem wirkte Jorgensen als Begleitmusiker oder Arrangeur mit bei Produktionen von Eric Alexander, Peter Bernstein, Vincent Herring, Bobby Shew, George Colligan, Reggie Workman, Tim Ries, Chuck Leavell und Brittany Anjou.
Weiterhin ist Jorgensen der Gründer und einer der künstlerischen Leiter des Ballard Jazz Festival. Das 2010 herausgekommene Album Tattooed by Passion spiegelt Entsprechungen zwischen Jorgensens Herangehensweise beim Komponieren und der abstrakten Malkunst seines 2008 verstorbenen Schwiegervaters Dale Chisman, eines im US-Bundesstaat Colorado erfolgreichen Künstlers. Er schuf auch Musik für das Crosscut Festival von Cascade Public Media und arbeitete an der Musik von zahlreichen Kurzfilmen.
Jorgensen ist seit 2021 zudem als Lehrer am Shoreline Community College tätig.

## Diskographische Hinweise
- Chamber 3: Transatlantic (OA2 Records, 2018) mit Christian Eckert, Steffen Weber
- Chamber 3: Grassroots (OA2 Records, 2014) mit Christian Eckert, Steffen Weber sowie Phil Sparks[6]
- Tattooed by Passion: Music Inspired by the Paintings of Dale Chisman (2010)[7][8]
- Another Morning (2008)
- Hope (2004)[9]
- Quiet Silence (2002)
- The Road Begins Here (2001), mit Rob Davis, Marc Seales, Phil Sparks